# Ana Roš
Ana Roš (née le 31 décembre 1972 à Šempeter pri Gorici) est une chef slovène. Cuisinière autodidacte, elle dirige la cuisine du restaurant Hiša Franko, à Kobarid, en Slovénie.

## Biographie
Ana Roš pratique le ski alpin dès l'enfance, obtenant une place dans l'équipe nationale jeune de Yougoslavie, mais ne souhaite pas faire une carrière professionnelle. Elle commence des études de relations internationales à Gorizia, et rencontre son partenaire Valter Kramar. Les parents de Kramar, qui possédaient le restaurant Hiša Franko, décident de prendre leur retraite au moment où elle termine ses études : elle et Kramar décident de reprendre le restaurant familial (contre la volonté de ses parents). Au début, elle travaille comme serveuse (Kramar est devenu sommelier) et tente de convaincre le chef de l'époque de faire évoluer les recettes traditionnelles, en vain. Après son départ, elle devient chef de cuisine.
Avec l'aide de sa belle-mère et d'un ami de la famille, elle apprend rapidement à cuisiner assez bien pour attirer l'attention dans la région avec ses créations culinaires. En 2010, un article à son sujet est publié dans le magazine culinaire italien Identità Golose, ce qui attire l'attention sur le restaurant[réf. souhaitée]. En 2016, Roš fait l'objet d'un épisode du documentaire Netflix Chef's Table ; début 2017, elle est nommée meilleure cuisinière du monde par le comité qui établit le classement des 50 meilleurs restaurants du monde de la revue Restaurant. 
En 2020, elle obtient deux étoiles du guide Michelin. Trois ans plus tard une troisième étoile lui est attribuée.
Son style de cuisine repose sur des variations innovantes à partir de recettes traditionnelles de la région de la haute vallée de la Soča, préparées avec des ingrédients locaux.
Roš et Kramar ont deux enfants.